# Хуторо-Губиниха
Хуторо-Губиниха (укр. Хуторо-Губиниха) — село,
Спасский сельский совет,
Новомосковский район,
Днепропетровская область,
Украина.
Код КОАТУУ — 1223286503. Население по переписи 2001 года составляло 790 человек .

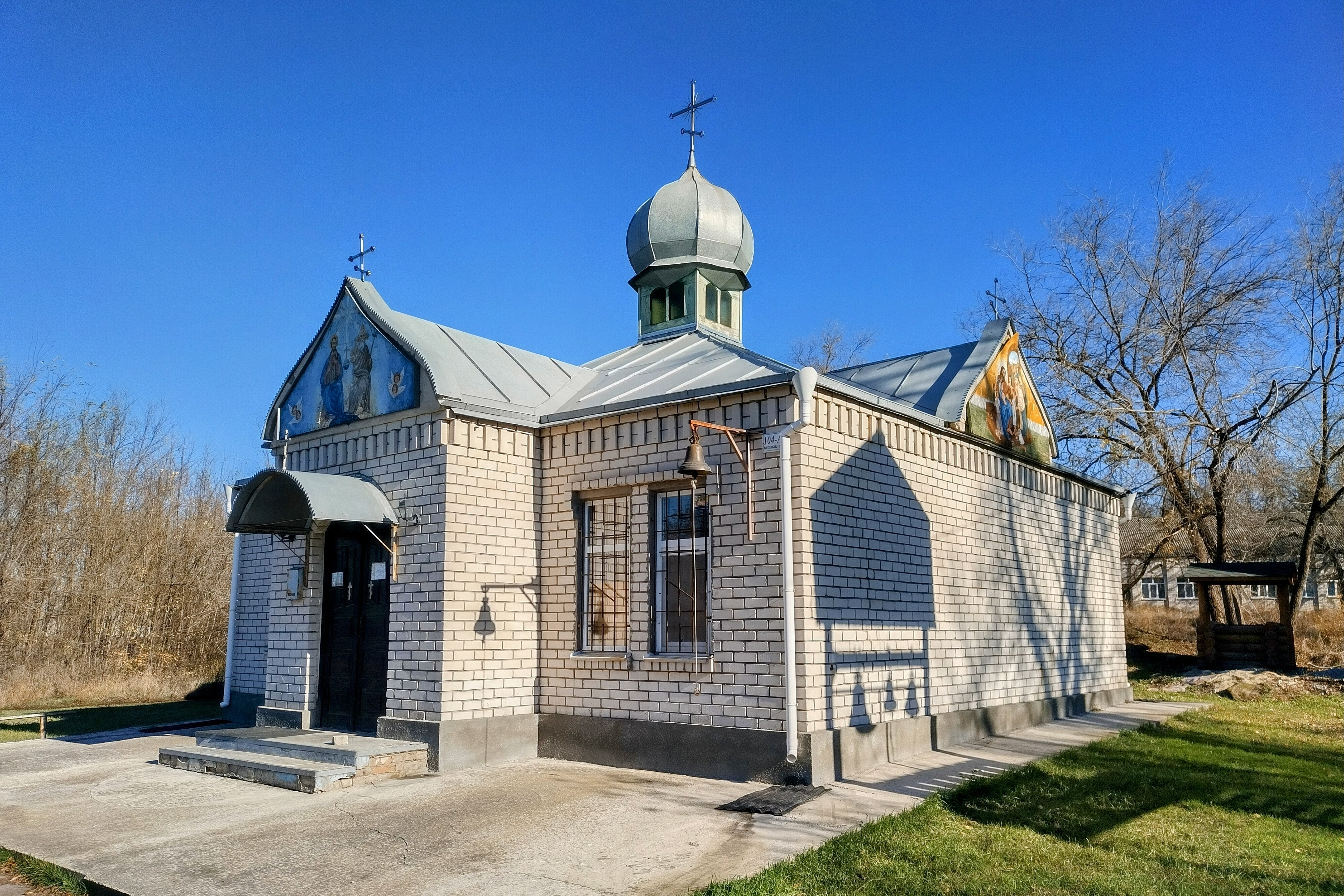
Свято-Троицкий храм

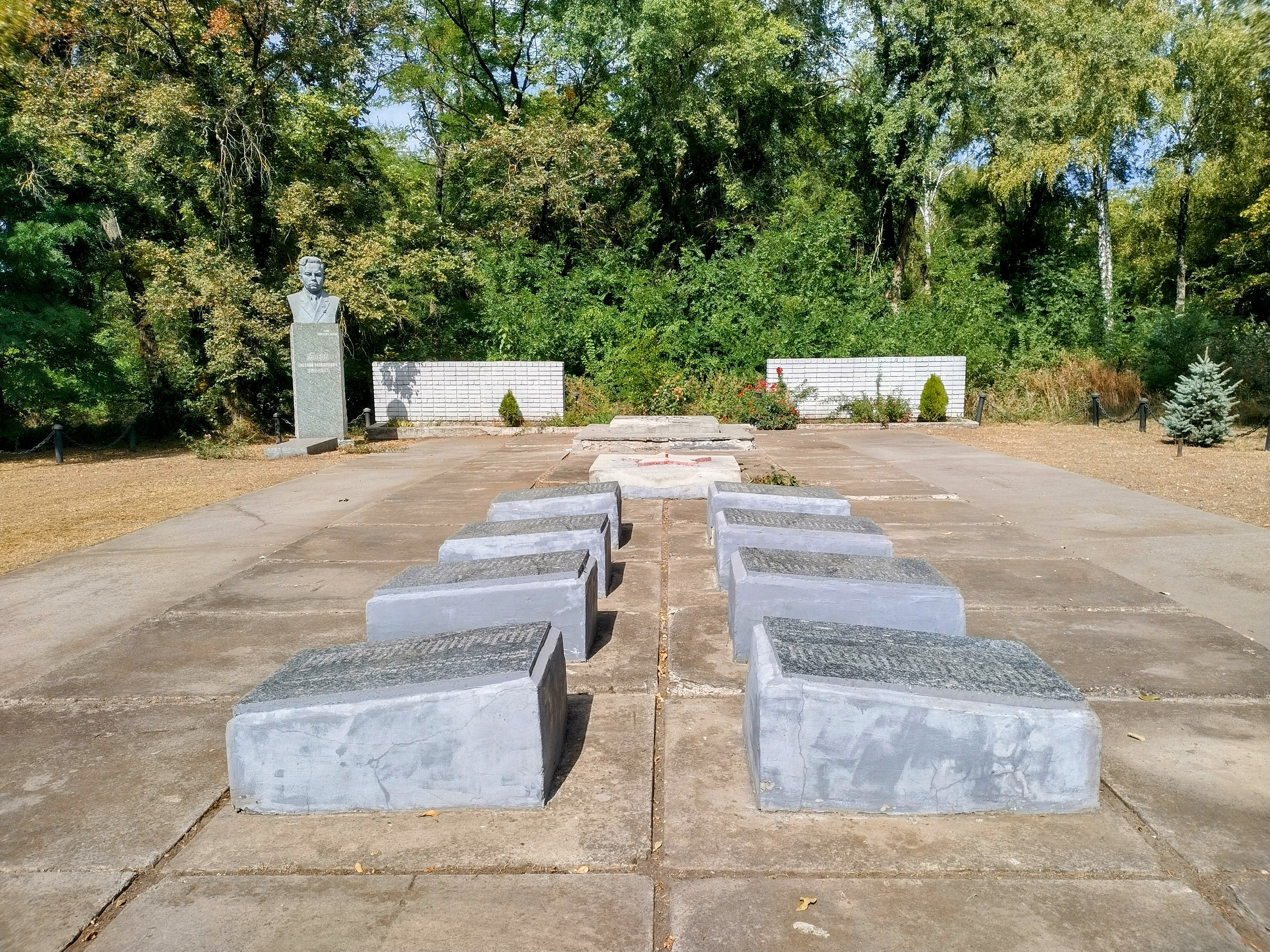
Мемориал советским воинам, погибшим в Великой Отечественной войне

## Географическое положение
Село Хуторо-Губиниха находится на берегу реки Губиниха (в основном на левом), которая через 5 км впадает в реку Кильчень,
выше по течению на расстоянии в 4,5 км расположено село Николаевка.
Река в этом месте пересыхает, на ней сделана запруда.

## Известные уроженцы
- Бобро, Николай Макарович — Герой Советского Союза.

## Экономика
- «Им. Кирова», кооператив.
- «Мечта», кооператив.
- АФ «Агрокомплекс».

## Объекты социальной сферы
- Школа.
- Детский сад.
- Фельдшерско-акушерский пункт.